# Араба (Белуно)
Араба (итал. Arabba) је насеље у Италији у округу Белуно, региону Венето.
Према процени из 2011. у насељу је живело 275 становника. Насеље се налази на надморској висини од 1596 м.